# Пустыня (Коми)
Пустыня (коми Пустыня) — деревня в Ижемском районе Республики Коми России. Входит в состав сельского поселения Краснобор.

## История
По состоянию на 1920 год, в деревне Пустой имелось 19 дворов и проживало 119 человек (60 мужчин и 59 женщин). В административном отношении входила в состав Красноборского общества Красноборской волости Ижмо-Печорского уезда. В 1926 году в деревне имелось 18 дворов и проживало 148 человек (74 мужчины и 74 женщины). В 1989 году население Пустыни составляло 114 человек.

## География
Деревня находится в северо-западной части Республики Коми, в пределах Печорской низменности, на правом берегу протоки Красноборской реки Ижмы, на расстоянии примерно 43 километров (по прямой) к северо-западу от села Ижмы, административного центра района.
Климат
Климат характеризуется как умеренно континентальный, с продолжительной морозной многоснежной зимой и коротким прохладным летом. Средняя температура воздуха самого тёплого месяца (июля) составляет 14,6 °C; самого холодного (января) — −17,4 °C. Среднегодовое количество атмосферных осадков составляет 527 мм.
Часовой пояс
Пустыня, как и вся Республика Коми, находится в часовой зоне МСК (московское время). Смещение применяемого времени относительно UTC составляет +3:00.

## Население
| 2010 |
| ---- |
| 110  |

Гендерный состав
По данным Всероссийской переписи населения 2010 года в гендерной структуре населения мужчины составляли 51,8 %, женщины — соответственно 48,2 %.
Национальный состав
Согласно результатам переписи 2002 года, в национальной структуре населения коми-ижемцы составляли 93 % из 119 чел.